# Oliver Roggensack
Oliver Roggensack (* 5. Februar 1963) ist ein deutscher Fußballtrainer und ehemaliger Fußballspieler.

## Werdegang

### Spieler
Roggensack begann seine Karriere bei der Spvg Steinhagen und wechselte im Sommer 1980 zu Arminia Bielefeld. Zwei Jahre später rückte er in die Amateurmannschaft der Arminia auf, mit der er im Jahre 1984 in die Verbandsliga Westfalen aufstieg. Für die Bielefelder absolvierte er ein Spiel in der 2. Bundesliga. Am 18. Oktober 1986 wurde er bei der 1:3-Heimniederlage der Bielefelder gegen den 1. FC Saarbrücken für Andreas Golombek eingewechselt. Im Sommer 1987 wechselte er für ein Jahr zu Eintracht Braunschweig und wurde mit der Mannschaft Meister der Oberliga Nord. Anschließend wechselte er als Spielertrainer zum FC Stukenbrock, bevor er nach der Saison 1993/94 seine Karriere als Spielertrainer der Spvg Steinhagen beendete.

### Trainer
Bereits mit 25 Jahren konzentrierte sich Roggensack auf seine zukünftige Trainerkarriere und machte mit den späteren Bundesligatrainern Mirko Slomka und Michael Skibbe seinen A-Trainerschein. Im Sommer 1994 übernahm Roggensack die A-Jugend von Arminia Bielefeld und führte die Mannschaft drei Jahre später zum Aufstieg in die seinerzeit erstklassige Regionalliga West. 1999 wechselte er zum Hövelhofer SV, mit dem er zwei Jahre später in die Oberliga Westfalen aufstieg. Ende Februar 2002 wurde er entlassen. Daraufhin trainierte Roggensack den KSV Hessen Kassel, mit dem er 2003 in die Oberliga Hessen aufstieg.
Im Sommer 2004 übernahm er den FC Stukenbrock, mit dem er ein Jahr später in die Landesliga Westfalen aufstieg, bevor er im Jahre 2007 den westfälischen Oberligisten SV Lippstadt 08 übernahm. Einen Tag vor Heiligabend wurde Roggensack wegen Erfolglosigkeit entlassen. Anschließend kehrte er zum FC Stukenbrock zurück und betreute noch die unterklassigen Vereine Kastrioti Stukenbrock und den FC Dahl-Dörenhagen. Im Sommer 2016 übernahm er den Bezirksligisten Warburger Sportfreunde, im August 2019 Fortuna Schlangen.

### Leben
Oliver Roggensack ist der Sohn des im April 2024 verstorbenen Gerd Roggensack, der für den 1. FC Kaiserslautern und Arminia Bielefeld in der Bundesliga spielte. Er wohnt in Schloß Holte-Stukenbrock und arbeitet seit 1982 bei der Kreishandwerkerschaft Gütersloh-Bielefeld. Er ist geschieden und hat einen Sohn.